# Philodendron tysonii
Philodendron tysonii är en kallaväxtart som beskrevs av Thomas Bernard Croat. Philodendron tysonii ingår i släktet Philodendron och familjen kallaväxter.
Artens utbredningsområde är Panamá. Inga underarter finns listade.